# Lundby nya kyrka
Lundby nya kyrka är en kyrkobyggnad som tillhör Lundby församling i Göteborgs stift. Den ligger i stadsdelen Sannegården i Göteborgs kommun. Namnet har använts på två kyrkobyggnader.

## Kyrkobyggnaden från 1886
Den nu nedbrunna kyrkan ritades av Adrian C. Peterson och invigdes den 17 oktober 1886 av domprosten Anton Rosell. Initiativtagare var församlingens dåvarande kyrkoherde, senare biskopen Uddo Lechard Ullman. Denne, som var konsthistoriker och teolog,  var drivande kraft för nygotiken inom svensk kyrkoarkitektur vid denna tid. 
Kyrkan var uppförd i murtegel i kalkbruk med fasaderna klädda i oputsat tegel. Den var byggd i programmatiskt genomförd nygotisk stil och hade ett högt spetsigt västtorn och smalare kor.  Altargruppen med ett stort krucifix omgivet av Maria och Johannes var tillverkad i München. Den restaurerades och gjordes om flera gånger, mest genomgripande 1952, så den ursprungliga interiören var knappt igenkännbar. En sista restaurering genomfördes 1986 men sex år senare, natten till 7 februari 1993 eldhärjades kyrkan i en mordbrand och alla delar av trä totalförstördes. Två unga män dömdes för brottet flera år senare. I förhör uppgav de att de inspirerats av den norske black metal-musikern Varg Vikernes, som gjort sig känd att ha bränt ned ett antal träkyrkor i Norge. Efter släckningen återstod endast yttermurarna och en del inventarier som förvarats brandsäkert. Resterna revs under 1994.

## Kyrkobyggnaden från 1996
Den brunna kyrkan var försäkrad och därför kunde Göteborgs kyrkofullmäktige den 30 november 1993 fatta ett enigt beslut om att uppföra en ny kyrka, som invigdes på samma plats den 13 oktober 1996. Arkitekterna Akke Zimdal, Margareta Diedrichs och Eva Grane vid firma FFNS West vann 1994 arkitekttävlingen med sitt bidrag Vandring i tid och rum och fick uppdraget att rita den nya kyrkan.
Kyrkan är uppförd i rött tegel i olika nyanser på en grund av granit. Förebilden är en enkel medeltida lantlig italiensk basilika. Golvet är av kalksten och ek. Vid entrén finns ett stort rosettfönster, som liksom de små rosettfönstren i barnavdelning och grupprum samt fönstret i sakristian är målade av Arne Charlez. Fönster i basilikans överljusvåning har målats av Akke Zimdal.
Stora kyrkklockan är tillverkad av Ohlssons klockgjuteri, Ystad, medan den lilla kommer från ett nedlagt kapell i Lillhagen.

### Inventarier
- Altare och dopfunt i sten av Annika Steen.
- Koret, tre konstverk i trä och färgsättning av fönstergluggar av Lars Huck Hultgren.
- Keramikfris ovanför kyrkporten utförd av Herman Fogelin.
- Kyrktupp och kors över entrégaveln av Akke Zimdal.

#### Orgel
- Kororgeln är mekanisk, har 22 stämmor fördelat på två manualer och pedal och är tillverkad av Magnussons orgelbyggeri.
- Läktarorgeln är digital.

##### Kororgelns disposition
| Huvudverk (I) C-a3 | Svällverk (II) C-a3 | Pedalverk (P) C-g1 | Koppel  |
| Principal 8'       | Gedackt 16'         | Subbas 16'         | I/P     |
| Gedackt 8'         | Rörflöjt 8'         | Principal 8'       | II/P    |
| Oktava 4'          | Gamba 8'            | Borduna 8'         | II/I    |
| Spetsflöjt 4'      | Voix céleste 8'     | Täckflöjt 4'       | II 4'/P |
| Kvinta 2 2⁄3'      | Principal 4'        | Fagott 16'         |         |
| Oktava 2'          | Traversflöjt 4'     |                    |         |
| Mixtur IV          | Waldflöjt 2'        |                    |         |
| Trumpet 8'         | Cornet IV           |                    |         |
| Tremulant          | Oboe 8'             |                    |         |
|                    | Tremulant           |                    |         |

## Kyrkogården
Lundby nya kyrkogård invigdes 1884 av kyrkoherden Uddo Lechard Ullman och utvidgades 1950. Kyrkogården omfattar 6,5 hektar och har 4 849 gravar. Kyrkogårdens gravplatser tog slut under 1961.

## Bilder

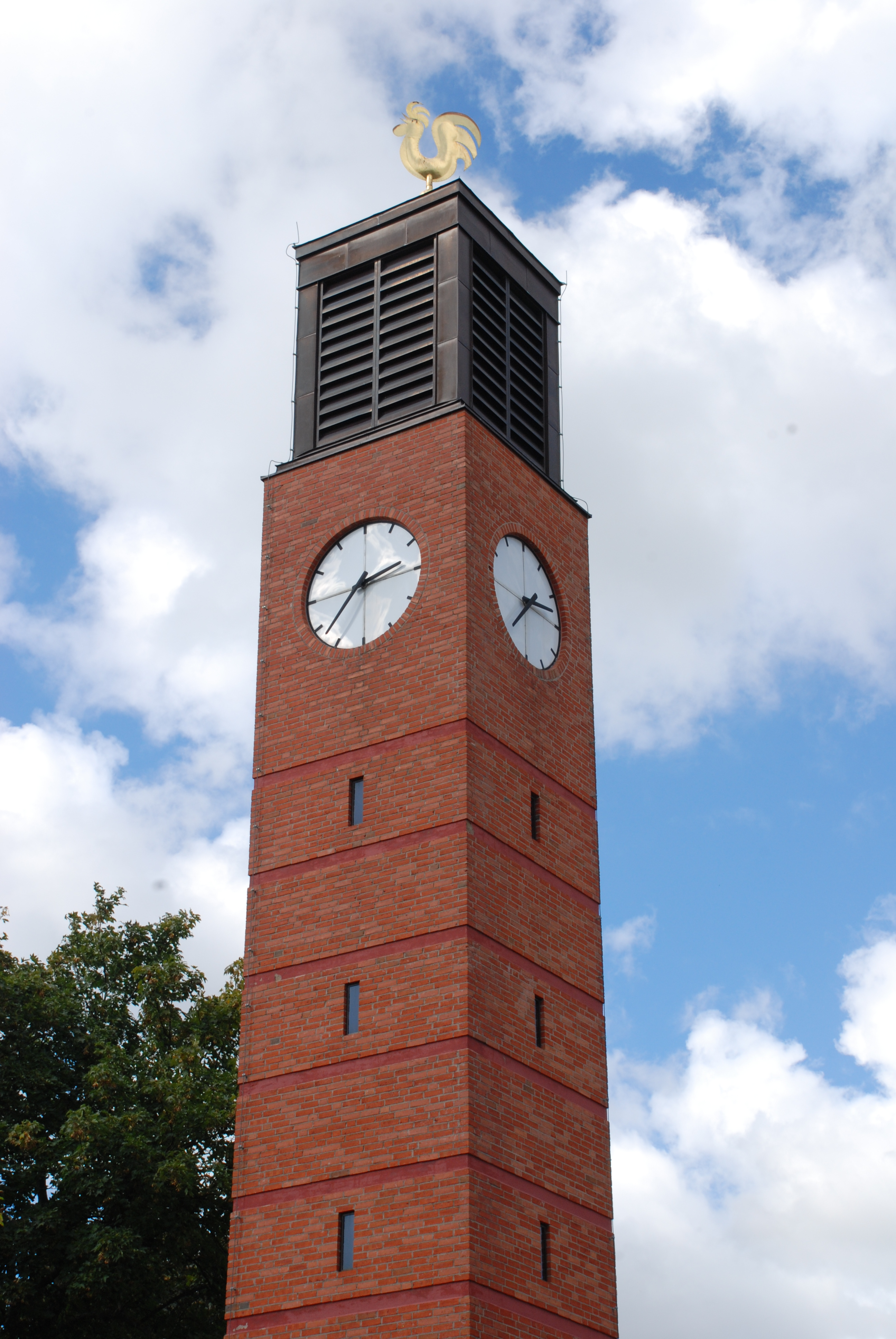
Tornet
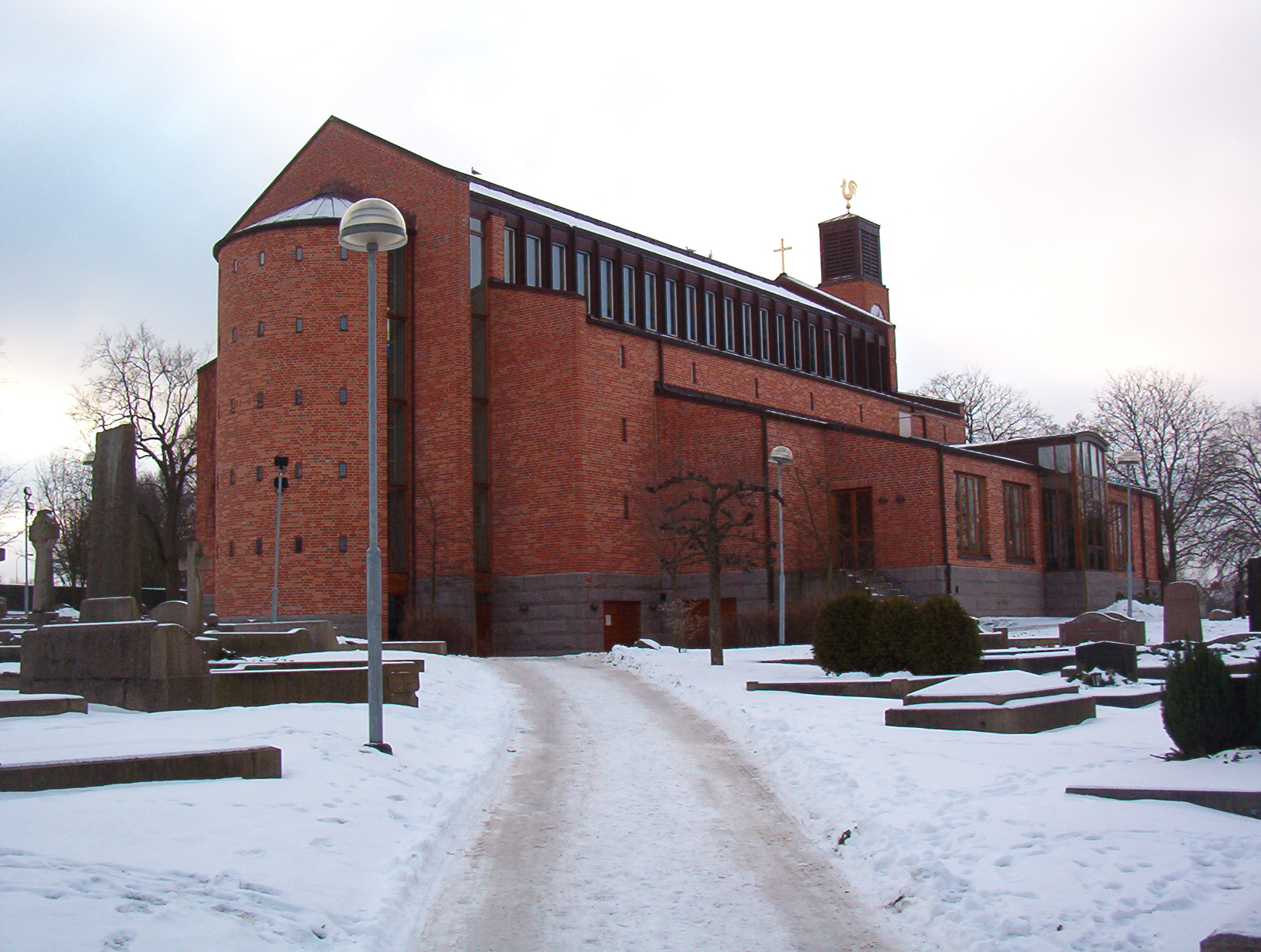
Exteriör